# Cabaret Voltaire (banda)
Cabaret Voltaire foi uma banda britânica de música industrial e experimental, criada em 1974, na cidade de Sheffield, por Richard H. Kirk (guitarra), Stephen Mallinder (baixo) e Chris Watson (efeitos especiais). O seu nome tem origem do clube suíço Cabaret Voltaire, um espaço de cultura dadaísta.
Tal como a origem do seu nome, a banda também era influenciada por aquele movimento artístico, dando-lhes uma postura em palco que juntava a música a actos teatrais.
No início, o estilo musical da banda era marcado por influências punk junto com samples. A partir de 1983, já sem Chris Watson, que tinha deixado o grupo, e o som dos Cabaret Voltaire torna-se menos agressivo e mais dançável.
O último trabalho gravado foi The Conversation, (1994), após o qual a banda termina, e os seus membros seguem uma carreira a solo.
Em 2020, o grupo lançou "Shadow of Fear", o seu primeiro álbum em 26 anos.

## A morte inesperada de Richard Harold Kirk
Em 21 de setembro de 2021, a gravadora do grupo divulgou uma nota sobre o falecimento de Richard H. Kirk aos 65 anos. Kirk era o único membro original da banda e a causa da morte não foi divulgada.

## Discografia

### Álbuns
- Cabaret Voltaire 1974-1976, (1981)
- Mix-Up, (1979)
- Live at the Y.M.C.A., (1980)
- The Voice of America, (1980)
- Live at the Lyceum, (1981)
- Red Mecca, (1981)
- 2x45, (1982)
- Hai! (Live In Japan), (1982)
- The Crackdown, (1983)
- Johnny Yesno, (1983)
- Micro Phonies, (1984)
- The Covenant, The Sword, and the Arm of the Lord, (1985)
- Code, (1987)
- Groovy, Laidback and Nasty, (1990)
- Body and Soul, (1991)
- Plasticity, (October 1992)
- Technology: Western Re-Works 1992, (1992)
- International Language, (1993)
- The Conversation, (1994)
- Shadow of Fear (2020)